# Campeonato Italiano de Futebol de 2025–26 – Primeira Divisão
A Primeira Divisão do Campeonato Italiano de Futebol da temporada 2025–26, (oficialmente Serie A Enilive 2025–26 por motivos de patrocínio ou Serie A Made in Italy 2025–26 para nomenclatura no exterior), é a 124.ª edição da principal divisão do futebol italiano (94.ª como Serie A).

## Regulamento
- Calendário assimétrico: a sequência de jogos da segunda metade da temporada também será diferente da primeira, com um mínimo de oito rodadas entre os jogos de ida e volta contra o mesmo adversário. Isso leva em conta o número de confrontos relacionados a questões de ordem pública, o crescente número de jogos em competições europeias, eventos locais e necessidades dos clubes, além de buscar maximizar a audiência televisiva e o público nos estádios;[3]
- Os clássicos: estão agendados e não no primeiro dia, nem na rodada de meio de semana (dia 9);[3]
- Partidas entre equipes participantes de Copas Europeias: os clubes participantes da Liga dos Campeões não enfrentarão os participantes da Liga Europa e da Liga Conferência nas seguintes rodadas: 5, 22, 26, 29, 32 e 35 entre duas rodadas de competições consecutivas da UEFA;[3]
- Rodadas de meio de semana: jornadas 9 e 19;[3]
- Alternância: Está prevista para jogos em casa e fora de casa dos seguintes times: Internazionale x Milan, Lazio x Roma, Juventus x Torino e Fiorentina x Pisa, com algumas exceções devido a eventos simultâneos ou imprevistos. Especificamente, no início da temporada para Fiorentina e Pisa, para permitir a conclusão das obras planejadas nas duas sedes, e para Milan e Inter de Milão durante o período em que o Estádio Giuseppe Meazza, em Milão, estiver indisponível, que sediará a Cerimônia de Abertura dos Jogos Olímpicos de Inverno Milão-Cortina em 6 de fevereiro de 2026;[3]
- As datas: o campeonato começa em 24 de agosto de 2025 e termina em 24 de maio de 2026. Ele só será interrompido pelas 4 janelas FIFA para compromissos de seleções: 7 de setembro, 12 de outubro, 16 de novembro e 29 de março;[3]
- Não haverá pausa de inverno: as partidas serão disputadas no período de Natal, nos fins de semana de 21 de dezembro, 28 de dezembro e 3 de janeiro, além da rodada no meio da semana em 6 de janeiro;[3]
- Jogos de alto risco, como clássicos, não serão disputados ao final do dia.[4]

## Participantes
20 equipes competirão: as 17 melhores equipes da temporada anterior e três equipes promovidas da Série B. As equipes promovidas incluem as duas melhores equipes da tabela da Série B e o vencedor dos play-offs de promoção.
O Sassuolo retornou à Série A após um ano afastado, tornando-se o primeiro time a garantir a promoção, após a vitória por 1 a 3 sobre o Modena e o empate do Spezia por 2 a 2 com o Mantova. O Pisa retornou à primeira divisão após uma ausência de 34 anos, a mais longa da história do clube, após derrotar o Bari por 1 a 0, combinado com a derrota do Spezia por 2 a 1 para o Reggiana. O último time a garantir a promoção foi o Cremonese, que retornou à primeira divisão após uma ausência de dois anos, após um empate por 0 a 0 em casa e uma vitória por 2 a 3 fora de casa sobre o Spezia na segunda partida da final do play-off em 1º de junho.
Do outro lado da tabela, o Monza foi o primeiro time a ser rebaixado para a Série B, após uma derrota por 0 a 4 para a Atalanta, encerrando sua passagem de três anos na Série A. As duas vagas restantes de rebaixamento foram decididas na última rodada, 25 de maio de 2025, com Venezia e Empoli caindo após derrotas por 2 a 3 e 1 a 2 para Juventus e Hellas Verona, respectivamente, encerrando seus períodos de um e quatro anos na liga.
| Promovidos Serie B de 2024–25 | Rebaixados Serie A de 2024–25 |
| ----------------------------- | ----------------------------- |
| Sassuolo                      | Empoli                        |
| Pisa                          | Venezia                       |
| Cremonese                     | Monza                         |

### Estádios e cidades
| Equipe         | Cidade   | Região             | Estádio                                   | Capac. |
| -------------- | -------- | ------------------ | ----------------------------------------- | ------ |
| Atalanta       | Bérgamo  | Lombardia          | Gewiss Stadium                            | 24 950 |
| Bologna        | Bolonha  | Emília-Romanha     | Renato Dall'Ara                           | 38 279 |
| Cagliari       | Cagliari | Sardenha           | Unipol Domus                              | 16 416 |
| Como           | Como     | Lombardia          | Giuseppe Sinigaglia                       | 13 602 |
| Cremonese      | Cremona  | Lombardia          | Estádio Giovanni Zini                     | 20 641 |
| Fiorentina     | Florença | Toscana            | Artemio Franchi                           | 43 118 |
| Genoa          | Gênova   | Ligúria            | Luigi Ferraris                            | 33 205 |
| Hellas Verona  | Verona   | Vêneto             | Marcantonio Bentegodi                     | 31 713 |
| Internazionale | Milão    | Lombardia          | Giuseppe Meazza                           | 75 710 |
| Juventus       | Turim    | Piemonte           | Allianz Stadium                           | 41 507 |
| Lazio          | Roma     | Lácio              | Olímpico de Roma                          | 67 585 |
| Lecce          | Lecce    | Apúlia             | Via del Mare                              | 30 354 |
| Milan          | Milão    | Lombardia          | San Siro                                  | 75 710 |
| Napoli         | Nápoles  | Campânia           | Diego Armando Maradona                    | 54 732 |
| Parma          | Parma    | Emília-Romanha     | Ennio Tardini                             | 22 352 |
| Pisa           | Pisa     | Toscana            | Arena Garibaldi – Stadio Romeo Anconetani | 12 508 |
| Roma           | Roma     | Lácio              | Olímpico de Roma                          | 67 585 |
| Sassuolo       | Sassuolo | Emília-Romanha     | Mapei Stadium – Città del Tricolore       | 21 515 |
| Torino         | Turim    | Piemonte           | Olímpico de Turim                         | 28 177 |
| Udinese        | Udine    | Friul-Veneza Júlia | Friuli                                    | 25 132 |

### Número de times por região
| N°. de times | Regiões            | Time(s)                                           |
| ------------ | ------------------ | ------------------------------------------------- |
| 5            | Lombardia          | Atalanta, Como, Cremonese, Internazionale e Milan |
| 3            | Emília-Romanha     | Bologna, Parma e Sassuolo                         |
| 2            | Lácio              | Lazio e Roma                                      |
| 2            | Piemonte           | Juventus e Torino                                 |
| 2            | Toscana            | Fiorentina e Pisa                                 |
| 1            | Apúlia             | Lecce                                             |
| 1            | Campânia           | Napoli                                            |
| 1            | Friul-Veneza Júlia | Udinese                                           |
| 1            | Ligúria            | Genoa                                             |
| 1            | Sardenha           | Cagliari                                          |
| 1            | Vêneto             | Hellas Verona                                     |

### Treinadores e uniformes
| Time           | Treinador            | Capitão                | Fornecedor | Patrocinador principal        | Patrocinadores secundários                                                               | Patrocinadores secundários |             |      |                                                           |
| -------------- | -------------------- | ---------------------- | ---------- | ----------------------------- | ---------------------------------------------------------------------------------------- | -------------------------- | ----------- | ---- | --------------------------------------------------------- |
| Time           | Treinador            | Capitão                | Fornecedor | Atalanta                      | Ivan Jurić                                                                               | Marten de Roon             | New Balance | Lete | Lista - - Frente: – - Costas: Gewiss - Manga: zondacrypto |
| Bologna        | Vincenzo Italiano    | Lewis Ferguson         | Macron     | Saputo                        | Lista - - Frente: – - Costas: Selenella - Manga: Lavoropiù                               |                            |             |      |                                                           |
| Cagliari       | Fabio Pisacane       | Leonardo Pavoletti     | EYE Sport  | Sardegna                      | Lista - - Frente: Doppio Malto - Costas: – - Manga: –                                    |                            |             |      |                                                           |
| Como           | Cesc Fàbregas        | Alessandro Gabrielloni | Adidas     | Uber                          | Lista - - Frente: – - Costas: Neuberger Berman - Manga: –                                |                            |             |      |                                                           |
| Cremonese      | Davide Nicola        | Matteo Bianchetti      | Acerbis    | Ilta Inox                     | Lista - - Frente: Acciaieria Arvedi - Costas: – - Manga: Arvedi Tubi Acciaio             |                            |             |      |                                                           |
| Fiorentina     | Stefano Pioli        | Luca Ranieri           | Kappa      | Mediacom                      | Lista - - Frente: – - Costas: Lamioni Holding - Manga: Betway                            |                            |             |      |                                                           |
| Genoa          | Patrick Vieira       | Johan Vásquez          | Kappa      | Pulsee Luce e Gas             | Lista - - Frente: – - Costas: – - Manga: –                                               |                            |             |      |                                                           |
| Hellas Verona  | Paolo Zanetti        | Suat Serdar            | Joma       | Aircash                       | Lista - - Frente: – - Costas: VetroCar - Manga: Drivalia                                 |                            |             |      |                                                           |
| Internazionale | Cristian Chivu       | Lautaro Martínez       | Nike       | Betsson                       | Lista - - Frente: – - Costas: U-Power - Manga: GATE.io                                   |                            |             |      |                                                           |
| Juventus       | Igor Tudor           | Manuel Locatelli       | Adidas     | Jeep                          | Lista - - Frente: Visit Detroit - Costas: Cygames - Manga: WhiteBIT                      |                            |             |      |                                                           |
| Lazio          | Maurizio Sarri       | Mattia Zaccagni        | Mizuno     | –                             | Lista - - Frente: – - Costas: – - Manga: –                                               |                            |             |      |                                                           |
| Lecce          | Eusebio Di Francesco | Wladimiro Falcone      | M908       | DEGHI                         | Lista - - Frente: BetItaly Pay - Costas: DR Automobiles - Manga: Banca Popolare Pugliese |                            |             |      |                                                           |
| Milan          | Massimiliano Allegri | Mike Maignan           | Puma       | Emirates                      | Lista - - Frente: – - Costas: Bitpanda - Manga: MSC Cruises                              |                            |             |      |                                                           |
| Napoli         | Antonio Conte        | Giovanni Di Lorenzo    | EA7        | MSC Cruises                   | Lista - - Frente: – - Costas: Acqua Sorgesana - Manga: –                                 |                            |             |      |                                                           |
| Parma          | Carlos Cuesta        | Enrico Delprato        | Puma       | Prometeon                     | Lista - - Frente: AdmiralBet.news - Costas: Moby Lines - Manga: Crédit Agricole Italia   |                            |             |      |                                                           |
| Pisa           | Alberto Gilardino    | Antonio Caracciolo     | Adidas     | Cetilar                       | Lista - - Frente: inX.aero - Costas: HTS - Manga: Grupo Palm                             |                            |             |      |                                                           |
| Roma           | Gian Piero Gasperini | Lorenzo Pellegrini     | Adidas     | –                             | Lista - - Frente: – - Costas: Auberge Resorts - Manga: –                                 |                            |             |      |                                                           |
| Sassuolo       | Fabio Grosso         | Domenico Berardi       | Puma       | Mapei                         | Lista - - Frente: – - Costas: – - Manga: –                                               |                            |             |      |                                                           |
| Torino         | Marco Baroni         | Duván Zapata           | Joma       | Suzuki                        | Lista - - Frente: – - Costas: EdiliziAcrobatica - Manga: JD Sports                       |                            |             |      |                                                           |
| Udinese        | Kosta Runjaić        | Jesper Karlström       | Macron     | Io sono Friuli-Venezia Giulia | Lista - - Frente: Banca 360 FVG - Costas: Bluenergy - Manga: –                           |                            |             |      |                                                           |

### Mudanças de treinadores
| Time           | Antigo treinador     | Modo de término | Posição na tabela | Data da troca       | Novo treinador       | Data da nomeação    |
| -------------- | -------------------- | --------------- | ----------------- | ------------------- | -------------------- | ------------------- |
| Fiorentina     | Raffaele Palladino   | Resignado       | Pré-temporada     | 30 de maio de 2025  | Stefano Pioli        | 12 de julho de 2025 |
| Internazionale | Simone Inzaghi       | Comum acordo    | Pré-temporada     | 3 de junho de 2025  | Cristian Chivu       | 9 de junho de 2025  |
| Parma          | Cristian Chivu       | Comum acordo    | Pré-temporada     | 9 de junho de 2025  | Carlos Cuesta        | 1 de julho de 2025  |
| Milan          | Sérgio Conceição     | Fim do contrato | Pré-temporada     | 30 de junho de 2025 | Massimiliano Allegri | 1 de julho de 2025  |
| Roma           | Claudio Ranieri      | Aposentado      | Pré-temporada     | 30 de junho de 2025 | Gian Piero Gasperini | 1 de julho de 2025  |
| Atalanta       | Gian Piero Gasperini | Comum acordo    | Pré-temporada     | 30 de junho de 2025 | Ivan Jurić           | 1 de julho de 2025  |
| Lazio          | Marco Baroni         | Demitido        | Pré-temporada     | 30 de junho de 2025 | Maurizio Sarri       | 1 de julho de 2025  |
| Cagliari       | Davide Nicola        | Comum acordo    | Pré-temporada     | 30 de junho de 2025 | Fabio Pisacane       | 1 de julho de 2025  |
| Torino         | Paolo Vanoli         | Comum acordo    | Pré-temporada     | 30 de junho de 2025 | Marco Baroni         | 1 de julho de 2025  |
| Lecce          | Marco Giampaolo      | Comum acordo    | Pré-temporada     | 30 de junho de 2025 | Eusebio Di Francesco | 1 de julho de 2025  |
| Pisa           | Filippo Inzaghi      | Comum acordo    | Pré-temporada     | 30 de junho de 2025 | Alberto Gilardino    | 1 de julho de 2025  |
| Cremonese      | Giovanni Stroppa     | Fim do contrato | Pré-temporada     | 30 de junho de 2025 | Davide Nicola        | 2 de julho de 2025  |

## Classificação
| Pos | Equipe         | Pts | J | V | E | D | GP | GC | SG | Classificação ou descenso                            |
| --- | -------------- | --- | - | - | - | - | -- | -- | -- | ---------------------------------------------------- |
| 1   | Atalanta       | 0   | 0 | 0 | 0 | 0 | 0  | 0  | 0  | Fase de liga da Liga dos Campeões da UEFA de 2026–27 |
| 2   | Bologna        | 0   | 0 | 0 | 0 | 0 | 0  | 0  | 0  | Fase de liga da Liga dos Campeões da UEFA de 2026–27 |
| 3   | Cagliari       | 0   | 0 | 0 | 0 | 0 | 0  | 0  | 0  | Fase de liga da Liga dos Campeões da UEFA de 2026–27 |
| 4   | Como           | 0   | 0 | 0 | 0 | 0 | 0  | 0  | 0  | Fase de liga da Liga dos Campeões da UEFA de 2026–27 |
| 5   | Cremonese      | 0   | 0 | 0 | 0 | 0 | 0  | 0  | 0  | Fase de liga da Liga Europa da UEFA de 2026–27       |
| 6   | Fiorentina     | 0   | 0 | 0 | 0 | 0 | 0  | 0  | 0  | Play-off da Liga Conferência da UEFA de 2026–27      |
| 7   | Genoa          | 0   | 0 | 0 | 0 | 0 | 0  | 0  | 0  |                                                      |
| 8   | Hellas Verona  | 0   | 0 | 0 | 0 | 0 | 0  | 0  | 0  |                                                      |
| 9   | Internazionale | 0   | 0 | 0 | 0 | 0 | 0  | 0  | 0  |                                                      |
| 10  | Juventus       | 0   | 0 | 0 | 0 | 0 | 0  | 0  | 0  |                                                      |
| 11  | Lazio          | 0   | 0 | 0 | 0 | 0 | 0  | 0  | 0  |                                                      |
| 12  | Lecce          | 0   | 0 | 0 | 0 | 0 | 0  | 0  | 0  |                                                      |
| 13  | Milan          | 0   | 0 | 0 | 0 | 0 | 0  | 0  | 0  |                                                      |
| 14  | Napoli         | 0   | 0 | 0 | 0 | 0 | 0  | 0  | 0  |                                                      |
| 15  | Parma          | 0   | 0 | 0 | 0 | 0 | 0  | 0  | 0  |                                                      |
| 16  | Pisa           | 0   | 0 | 0 | 0 | 0 | 0  | 0  | 0  |                                                      |
| 17  | Roma           | 0   | 0 | 0 | 0 | 0 | 0  | 0  | 0  |                                                      |
| 18  | Sassuolo       | 0   | 0 | 0 | 0 | 0 | 0  | 0  | 0  | Zona de rebaixamento à Série B de 2026–27            |
| 19  | Torino         | 0   | 0 | 0 | 0 | 0 | 0  | 0  | 0  | Zona de rebaixamento à Série B de 2026–27            |
| 20  | Udinese        | 0   | 0 | 0 | 0 | 0 | 0  | 0  | 0  | Zona de rebaixamento à Série B de 2026–27            |

## Confrontos
| Mandante \ Visitante | ATA | BOL | CAG | COM | CRE | FIO | GEN | VER | INT | JUV | LAZ | LEC | MIL | NAP | PAR | PIS | ROM | SAS | TOR | UDI |
| -------------------- | --- | --- | --- | --- | --- | --- | --- | --- | --- | --- | --- | --- | --- | --- | --- | --- | --- | --- | --- | --- |
| Atalanta             | —   |     |     |     |     |     |     |     |     |     |     |     |     |     |     |     |     |     |     |     |
| Bologna              |     | —   |     |     |     |     |     |     |     |     |     |     |     |     |     |     |     |     |     |     |
| Cagliari             |     |     | —   |     |     |     |     |     |     |     |     |     |     |     |     |     |     |     |     |     |
| Como                 |     |     |     | —   |     |     |     |     |     |     |     |     |     |     |     |     |     |     |     |     |
| Cremonese            |     |     |     |     | —   |     |     |     |     |     |     |     |     |     |     |     |     |     |     |     |
| Fiorentina           |     |     |     |     |     | —   |     |     |     |     |     |     |     |     |     |     |     |     |     |     |
| Genoa                |     |     |     |     |     |     | —   |     |     |     |     |     |     |     |     |     |     |     |     |     |
| Hellas Verona        |     |     |     |     |     |     |     | —   |     |     |     |     |     |     |     |     |     |     |     |     |
| Internazionale       |     |     |     |     |     |     |     |     | —   |     |     |     |     |     |     |     |     |     |     |     |
| Juventus             |     |     |     |     |     |     |     |     |     | —   |     |     |     |     |     |     |     |     |     |     |
| Lazio                |     |     |     |     |     |     |     |     |     |     | —   |     |     |     |     |     |     |     |     |     |
| Lecce                |     |     |     |     |     |     |     |     |     |     |     | —   |     |     |     |     |     |     |     |     |
| Milan                |     |     |     |     |     |     |     |     |     |     |     |     | —   |     |     |     |     |     |     |     |
| Napoli               |     |     |     |     |     |     |     |     |     |     |     |     |     | —   |     |     |     |     |     |     |
| Parma                |     |     |     |     |     |     |     |     |     |     |     |     |     |     | —   |     |     |     |     |     |
| Pisa                 |     |     |     |     |     |     |     |     |     |     |     |     |     |     |     | —   |     |     |     |     |
| Roma                 |     |     |     |     |     |     |     |     |     |     |     |     |     |     |     |     | —   |     |     |     |
| Sassuolo             |     |     |     |     |     |     |     |     |     |     |     |     |     |     |     |     |     | —   |     |     |
| Torino               |     |     |     |     |     |     |     |     |     |     |     |     |     |     |     |     |     |     | —   |     |
| Udinese              |     |     |     |     |     |     |     |     |     |     |     |     |     |     |     |     |     |     |     | —   |